# Парк Баравалле
Парк Барравалле розташований у місті Мілан, зона 5. Він був реалізований на території одного з так званих «народних районів» ще в 60-х роках 20 ст. У східній частині парку (поруч з вул. Тібальді) розташований Міський центр з бібліотекою, дитячий садок і децентралізовані підрозділи міської ради м. Мілан, дитячий майданчик, два баскетбольні майданчики. Парк названий в пам'ять про адвоката Карло Баравалле.
Територія, яку зараз займає парк, за останні сто двадцять років радикально змінювала своє призначення: в 1895 році — кладовище Джентіліно; на початку 20 століття — «народний район», побудований за проектом архітектора Франко Марескотті після Другої світової війни і знесений через 20 років, незважаючи на протести жителів, з метою реалізації тут зеленої зони.
Серед флори парку — айлант, кінський каштан, клен, в'яз, платан, чорний волоський горіх, дуб, липа і японська вишня.